# استیو میلر
استیو میلر (انگلیسی: Steve Miller؛ زادهٔ ۵ اکتبر ۱۹۴۳) یک موسیقی‌دان اهل ایالات متحده آمریکا است. وی از سال ۱۹۶۶ میلادی تاکنون مشغول فعالیت بوده‌است.